# H. B. Warner
H. B. Warner (26 de octubre de 1876 - 21 de diciembre de 1958) fue un actor inglés.

## Biografía
Su verdadero nombre era Henry Byron Charles Stewart Warner-Lickford, y nació en St John's Wood, Londres (Inglaterra), en 1876. Su padre, Charles Warner, también era actor y, aunque el joven Harry inicialmente quiso estudiar medicina, finalmente siguió los pasos de su padre y actuó en el teatro.
Warner empezó su carrera cinematográfica en el cine mudo en 1914, cuando debutó con el filme The Lost Paradise. Interpretó primeros papeles, destacando el de Jesucristo en la película muda de Cecil B. DeMille Rey de reyes, en 1927. Tras ese título, fue usualmente escogido para interpretar personajes muy dignos en películas tales como la versión de 1930 de Liliom (como el Juez Celestial), Grand Canary (1934, como Dr. Ismay), la versión de 1935 de A Tale of Two Cities (como el criado de Charles Darnay), Mr. Deeds Goes to Town (1936) (como el juez), la versión original de 1937 de Horizontes perdidos (como Chang, papel por el cual fue nominado al Oscar al mejor actor de reparto), You Can't Take It With You (1938), Mr. Smith Goes to Washington (1939), The Rains Came (1939), y The Corsican Brothers. En Qué bello es vivir (1946) interpretaba un papel atípico en él, el de un farmacéutico borracho. También trabajó en Sunset Boulevard (1950) (se interpretaba a sí mismo) y en Los diez mandamientos (1956). Ocasionalmente Warner fue visto en un papel siniestro, como en el filme de 1941 The Devil and Daniel Webster, en el cual interpretaba al fantasma de John Hathorne.
Warner estuvo casado con la actriz Rita Stanwood (de 1919 a 1933, año en que se divorciaron) y con F. R.Hamlin, de la que también se divorció.
Warner tiene una estrella en el Paseo de la Fama de Hollywood, en el  6600 de Hollywood Boulevard. Falleció en Los Ángeles, California, en 1958, a los 83 años de edad.

## Filmografía parcial
- The Ghost Breaker (1914)
- Rey de reyes (1927)
- Sorrell and Son (1927)

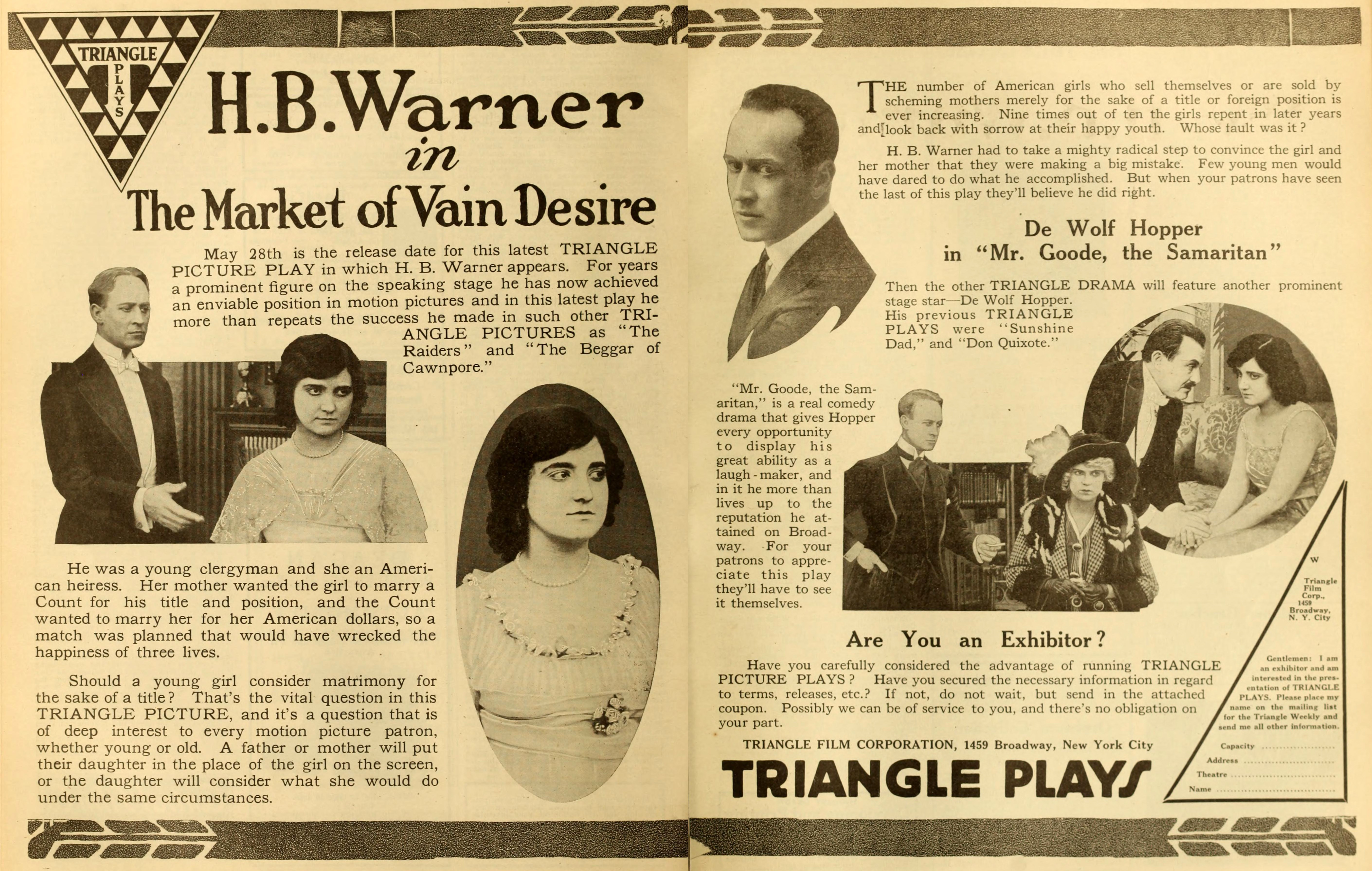
The Market of Vain Desire (1916)

- The Divine Lady (Trafalgar) (1929)
- The Show of Shows (1929)
- The Green Goddess (1930)
- Five Star Final (1931)
- La estatua vengadora (The Menace, 1932)
- Sorrell and Son (1933), remake del filme de 1927
- Grand Canary (1934)
- In Old Santa Fe (1934)
- A Tale of Two Cities (1935)
- Mr. Deeds Goes to Town (1936)
- Horizontes perdidos (1937)
- Victoria the Great (1937)
- The Adventures of Marco Polo (1938)
- You Can't Take It With You (1938)
- The Rains Came (1939)
- Mr. Smith Goes to Washington (1939)
- La mujer fantasma (1941)
- The Devil and Daniel Webster (1941)
- The Corsican Brothers (1941)
- Crossroads (1942)
- Hitler's Children (1943)
- Women in Bondage (1943)
- Qué bello es vivir (1946)
- High Wall (1947)
- Hellfire (1949)
- El Paso (1949)
- Sunset Boulevard (1950)
- Los diez mandamientos (1956)

## Premios y distinciones
Premios Óscar
| Año  | Categoría              | Película            | Resultado |
| ---- | ---------------------- | ------------------- | --------- |
| 1938 | Mejor actor de reparto | Horizontes perdidos | Nominado  |